# Wallmapu
Wallmapu és el nom en llengua mapudungun del territori tradicional i el país històric del poble maputxe a Amèrica del Sud: des del riu Limarí al nord fins a l'arxipèlag de Chiloé al sud, i des del centre i sud de l'interior de la província de Buenos Aires fins a la Patagònia, comprenent territoris de les actuals República de Xile i República Argentina. S'utilitza també per dir «Univers» o «conjunt de terres circumdants».

## Història
L'historiador xilè Cristóbal García Huidobro afirma que: «la terminologia "Wallmapu" no és relativament antiga, sinó més aviat nova. Neix d'un moviment revisionista, a principis dels anys 1990 que fa un reestudi i un revisionisme de la identitat, de la llengua, així com dels símbols que representarien el poble maputxe (...) no és una qüestió històrica ni prové de la cultura ancestral del poble maputxe que mai no va percebre el seu territori com un lloc particularment definit».

El 1998, l'inici de les obres de construcció de la central hidroelèctrica Ralco a l'Alto Bío-Bío, la qual va profanar cementiris amerindis, va marcar un punt d'inflexió en les relacions de les comunitats maputxe amb l'Estat xilè, fet que va comportar la radicalització del moviment autonomista formant-se el 1997 la Coordinadora Arauco Malleco (CAM) després la crema de tres camions de l'empresa Forestal Arauco i que iniciaria el conflicte a l'Araucania.

Bandera Wenufoye creada el 1992 per l'organització indigenista Consell de Totes les Terres

La CAM es defineix com a anticapitalista i es declara «en resistència contra el neoliberalisme», utilitza la força com a mètode per a «recuperar» les terres que al·leguen usurpades durant l'ocupació militar de l'Araucania (1861-1883), les quals es troben en poder de latifundistes i la indústria extractivista.
El terme Wallmapu però, en ser una contraposició al terme Araucania (el qual ha estat tradicionalment utilitzat per la historiografia des de la conquesta espanyola de Xile per a descriure una part del territori habitat pels maputxes), no és acceptat per la totalitat de la comunitat acadèmica ni en general per la classe política de Xile i Argentina, per la qual cosa el seu ús va lligat a una postura indigenista de la història.
El govern xilè de Gabriel Boric va ser el primer al país a emprar el terme en les seves declaracions, fet que no ha estat exempt de respostes airades per part de l'oposició política.
El concepte Wallmapu sol ser utilitzat en referència a un país i a una nació maputxe independent, essent des del seu inici una postura clarament separatista en relació amb els estats xilè i argentí. Tot i això, en termes estrictes i en l'ús quotidià i filosòfic, Wallmapu també ha estat definit com a «Univers».